# Cret Viljevski
Cret Viljevski – wieś w Chorwacji, w żupanii osijecko-barańskiej, w gminie Viljevo. W 2011 roku liczyła 80 mieszkańców, a gęstość zaludnienia wyniosła 7,9 os./km².

## Demografia
Ludność historyczna:
| Rok                            | 2001  | 2011  |
| ------------------------------ | ----- | ----- |
| Ludność                        | 95    | 80    |
| Średnia zmiana liczby ludności | –1,7% | –1,7% |